# Sender de Sabadell

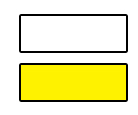
Marca de Sender de Petit Recorregut

El PR-C 30 és un sender abalisat com a Petit Recorregut que transcorre, en gran part per carener, característica dels camins ramaders. En començar i acabar l'itinerari trobarem dues construccions romàniques: Sant Nicolau i Sant Jaume de Vallverd.

## Característiques
Longitud: 23,120 km
Horari: Temps efectiu: 5h 45'
Dificultat: Cap dificultat tècnica, cal estar preparat físicament per la llargada de l'itinerari.
Època ideal: Tot l'any, a l'estiu eviteu les hores centrals del dia.
Aproximació: El sender de petit recorregut PR-C 30 comença a la capella de Sant Nicolau de Sabadell, encara que per facilitar l'accés es pot començar al centre de la ciutat, i acaba a Sant Llorenç Savall a on enllaça amb els   GR-173-1  i   GR-5 , a través dels quals queda connectat amb tota la xarxa catalana dels senders de gran recorregut. Gairebé tot és carener i segueix paral·lel, encara que a distància, al curs del riu Ripoll, pel seu marge esquerre.